# 河野愛子賞
河野愛子賞（こうのあいこしょう）は、中堅女性歌人の優れた歌集および河野愛子をテーマにした評論集を対象にした賞。1989年に亡くなった歌人・河野愛子の業績を記念して、未来短歌会が1991年に設立した。第6回からは主催を砂子屋書房が引き継いだ。2004年に第14回で一旦終了、その後は葛原妙子賞となる。

## 受賞作一覧
- 第1回（1991年）　松平盟子『プラチナ・ブルース』（砂子屋書房）
- 第2回（1992年）　佐伯裕子『未完の手紙』（ながらみ書房）
- 第3回（1993年）　香川ヒサ『マテシス』（本阿弥書店）
- 第4回（1994年）　米川千嘉子『一夏』（河出書房新社）
- 第5回（1995年）　栗木京子『綺羅』（河出書房新社）
- 第6回（1996年）　永井陽子『てまり唄』（砂子屋書房）
- 第7回（1997年）　小島ゆかり『ヘブライ暦』（短歌新聞社）
- 第8回（1998年）　河野裕子『体力』（本阿弥書店）
- 第9回（1999年）　花山多佳子『空合』（ながらみ書房）
- 第10回（2000年）　水原紫苑『くわんおん』（河出書房新社）、中川佐和子『河野愛子論』（砂子屋書房）
- 第11回（2001年）　久々湊盈子『あらばしり』（砂子屋書房）、大滝和子『人類のヴァイオリン』（砂子屋書房）
- 第12回（2002年）　池田はるみ『ガーゼ』（砂子屋書房）
- 第13回（2003年）　川野里子『太陽の壺』（砂子屋書房）
- 第14回（2004年）　日高堯子『樹雨（きさめ）』（北冬舎）